# Uiseong
Huyện Uiseong (Uiseong-gun; âm Hán Việt: Nghĩa Thành Quận) là một huyện ở tỉnh Gyeongsang Bắc, Hàn Quốc. Huyện này có diện tích 1175,89 km², dân số năm 2002 là 71.216 người.  Nằm gần trung tâm tỉnh, huyện này giáp Andong về phía bắc, Cheongsong về phía đông, Gunwi về phía nam, giáp Sangju và Yecheon về phía tây.  Một chùa đá được xếp vào di sản quốc gia Hàn Quốc nằm ở Geumseong-myeon. Ở khu vực Geumseong-myeon có 300 dấu tích của khủng long thời đầu Cretaceous.

## Hành chính
Huyện Uiseong được chia thành 18 đơn vị hành chính (1 eup và 17 myeon). Các đơn vị này lại được chia thành 178 ri:
- Uiseong-eup
- Danchon-myeon
- Jeomgok-myeon
- Oksan-myeon
- Sagok-myeon
- Chunsan-myeon
- Gaeum-myeon
- Geumseong-myeon
- Bongyang-myeon
- Bian-myeon
- Gucheon-myeon
- Danmil-myeon
- Danbuk-myeon
- Angye-myeon
- Dain-myeon
- Sinpyeong-myeon
- Anpyeong-myeon
- Ansa-myeon

## Khí hậu
| Dữ liệu khí hậu của Uiseong              | Dữ liệu khí hậu của Uiseong | Dữ liệu khí hậu của Uiseong | Dữ liệu khí hậu của Uiseong | Dữ liệu khí hậu của Uiseong | Dữ liệu khí hậu của Uiseong | Dữ liệu khí hậu của Uiseong | Dữ liệu khí hậu của Uiseong | Dữ liệu khí hậu của Uiseong | Dữ liệu khí hậu của Uiseong | Dữ liệu khí hậu của Uiseong | Dữ liệu khí hậu của Uiseong | Dữ liệu khí hậu của Uiseong | Dữ liệu khí hậu của Uiseong |
| Tháng                                    | 1                           | 2                           | 3                           | 4                           | 5                           | 6                           | 7                           | 8                           | 9                           | 10                          | 11                          | 12                          | Năm                         |
| ---------------------------------------- | --------------------------- | --------------------------- | --------------------------- | --------------------------- | --------------------------- | --------------------------- | --------------------------- | --------------------------- | --------------------------- | --------------------------- | --------------------------- | --------------------------- | --------------------------- |
| Trung bình ngày tối đa °C (°F)           | 4.3 (39.7)                  | 7.1 (44.8)                  | 12.6 (54.7)                 | 20.1 (68.2)                 | 24.8 (76.6)                 | 28.1 (82.6)                 | 29.9 (85.8)                 | 30.6 (87.1)                 | 26.3 (79.3)                 | 21.1 (70.0)                 | 13.6 (56.5)                 | 7.0 (44.6)                  | 18.8 (65.8)                 |
| Trung bình ngày °C (°F)                  | −3.5 (25.7)                 | −0.8 (30.6)                 | 4.7 (40.5)                  | 11.5 (52.7)                 | 16.8 (62.2)                 | 21.2 (70.2)                 | 24.5 (76.1)                 | 24.8 (76.6)                 | 19.4 (66.9)                 | 12.3 (54.1)                 | 5.0 (41.0)                  | −1.2 (29.8)                 | 11.2 (52.2)                 |
| Tối thiểu trung bình ngày °C (°F)        | −10.0 (14.0)                | −7.6 (18.3)                 | −2.4 (27.7)                 | 3.1 (37.6)                  | 8.8 (47.8)                  | 14.8 (58.6)                 | 20.0 (68.0)                 | 20.2 (68.4)                 | 14.1 (57.4)                 | 5.5 (41.9)                  | −1.7 (28.9)                 | −7.6 (18.3)                 | 4.8 (40.6)                  |
| Lượng Giáng thủy trung bình mm (inches)  | 18.0 (0.71)                 | 24.8 (0.98)                 | 41.5 (1.63)                 | 65.9 (2.59)                 | 78.3 (3.08)                 | 132.0 (5.20)                | 231.2 (9.10)                | 230.0 (9.06)                | 131.7 (5.19)                | 31.7 (1.25)                 | 31.5 (1.24)                 | 15.2 (0.60)                 | 1.031,7 (40.62)             |
| Số ngày giáng thủy trung bình (≥ 0.1 mm) | 4.3                         | 5.2                         | 6.9                         | 7.1                         | 7.8                         | 8.8                         | 13.3                        | 12.6                        | 8.4                         | 4.8                         | 5.2                         | 4.5                         | 88.9                        |
| Độ ẩm tương đối trung bình (%)           | 66.6                        | 64.3                        | 63.1                        | 58.7                        | 62.6                        | 67.4                        | 75.5                        | 75.8                        | 75.7                        | 73.0                        | 71.4                        | 69.2                        | 68.6                        |
| Số giờ nắng trung bình tháng             | 177.9                       | 177.7                       | 200.7                       | 222.2                       | 235.4                       | 201.0                       | 161.9                       | 174.9                       | 159.5                       | 187.3                       | 162.5                       | 169.6                       | 2.231,2                     |
| Nguồn:                                   |                             |                             |                             |                             |                             |                             |                             |                             |                             |                             |                             |                             |                             |

## Thanh phố kết nghĩa
- Hàm Dương, Trung Quốc